# Miss Grand Vietnam
Miss Grand Vietnam (en vietnamita: Hoa hậu Hòa bình Việt Nam) es un concurso de belleza nacional en Vietnam, fundado por Phạm Thị Kim Dung - SenVang Entertainment. El primer concurso se llevó a cabo en 2022.
La actual Miss Grand Vietnam 2023 es Lê Hoàng Phương de Khánh Hòa, quien fue coronada el 27 de agosto de 2023.
La representante que ostenta el mayor logro de Vietnam es Nguyễn Thúc Thùy Tiên con el logro de ser coronada Miss Grand Internacional 2021.

## Historia
Para representar a Vietnam en 2013 y 2014, las candidatas compraron con su propio la licencia para participar y fueron invitadas a participar por organizadores locales. De 2015 a 2017, el derecho a designar representantes pertenecía a Elite Vietnam. Las representantes eran finalistas del concurso Miss Ao Dai Vietnam y de otros concursos del país. De 2018 a 2021, SenVang Entertainment poseía la licencia y designaba a una finalista de Miss Vietnam o Miss Mundo Vietnam para representar al país. Y desde 2022, SenVang Entertainment organiza un concurso nacional separado para seleccionar a la representante vietnamita llamado Miss Grand Vietnam.

## Ganadoras
| Año  | Miss Grand Vietnam        | 1.ª finalista                  | 2.ª finalista                       | 3.ª finalista                  | 4.ª finalista                        | Sede del concurso                            | Número de candidatas |
| ---- | ------------------------- | ------------------------------ | ----------------------------------- | ------------------------------ | ------------------------------------ | -------------------------------------------- | -------------------- |
| 2022 | Đoàn Thiên Ân Long An     | Chế Nguyễn Quỳnh Châu Lâm Đồng | Trần Tuyết Như Ciudad Ho Chi Minh   | Trần Nguyên Minh Thư Quảng Trị | Ngô Thị Quỳnh Mai Ciudad Ho Chi Minh | Estadio Cubierto Phú Thọ, Ciudad Ho Chi Minh | 50                   |
| 2023 | Lê Hoàng Phương Khánh Hòa | Bùi Khánh Linh Bắc Giang       | Trương Quí Minh Nhàn Thừa Thiên Huế | Lê Thị Hồng Hạnh Thái Bình     | Đặng Hoàng Tâm Như Thừa Thiên Huế    | Estadio Cubierto Phú Thọ, Ciudad Ho Chi Minh | 44                   |

## Representación internacional
: Declarada como ganadora
     : Terminó como finalista
     : Terminó como una de las semifinalistas o cuartofinalistas
     : Terminó como ganadora de premios especiales
| Año  | Representante         | Residencia         | Título nacional                           | Posición en Miss Grand Internacional | Premios especiales |
| ---- | --------------------- | ------------------ | ----------------------------------------- | ------------------------------------ | --- |
| 2023 | Lê Hoàng Phương       | Khánh Hòa          | Miss Grand Vietnam 2023                   | Cuarta finalista                     | - Mejor Traje Nacional - Poder del País del Año (Finalista) - (Top 3) - Pre-Arrival (Top 5) - Mejor en Traje de Baño (Top 10) - Premio Grand Voice (Top 18)                                                            |
| 2022 | Đoàn Thiên Ân         | Long An            | Miss Grand Vietnam 2022                   | Top 20                               | - Poder del País del Año - Mejor Traje Nacional - Miss Voto Popular (Top 5) - Pre-Arrival (Top 10) - Mejor en Traje de Baño (Top 10)                                                                                   |
| 2021 | Nguyễn Thúc Thùy Tiên | Ciudad Ho Chi Minh | 1.ª finalista de Miss Sur de Vietnam 2017 | Miss Grand Internacional 2021        | - Mejor en Traje de Baño - Evento de Premios de Lotería - Pre-Arrival (Top 5) - Miss Voto Popular (Top 6) - Mejor Traje Nacional (Top 20) - Premio Miss Grand Pageant Insider's Choice                                 |
| 2020 | Nguyễn Lê Ngọc Thảo   | Ciudad Ho Chi Minh | 2.ª finalista de Miss Vietnam 2020        | Top 20                               | - How to eat Thai food in 2 minute Challenge - Desafío Cómo conocerte en 1 minuto - Miss Voto Popular (Top 5) - Mejor Traje Nacional (Top 6) - Pre-Arrival (Top 10) - Mejor en Traje de Baño (Top 20)                  |
| 2019 | Nguyễn Hà Kiều Loan   | Quảng Nam          | 1.ª finalista de Miss Mundo Vietnam 2019  | Top 10                               | - Miss Voto Popular - Mejor Traje Nacional (Top 10) - Mejor en Traje de Baño (Top 10) - Pre-Arrival (Top 10) - Desfile de Modas de las Coronas Históricas de George Wittels (Top 22)                                   |
| 2018 | Bùi Phương Nga        | Hanói              | 1.ª finalista de Miss Vietnam 2018        | Top 10                               | - Miss Voto Popular - Mejores Candidatas para la Preliminar (Top 5) - Fotos Oficiales con más Me gusta y más Compartidos (Top 9) - Pre-Arrival (Top 10) - Mejor Traje Nacional (Top 12)                                |
| 2017 | Nguyễn Trần Huyền My  | Hanói              | 1.ª finalista de Miss Vietnam 2014        | Top 10                               | - Miss Healthy & Beauty por el Dr. Thanh (Patrocinador) - Primera Fila del Baile de Apertura (Top 3) - Fotos Oficiales (Top 5) - Pre-Arrival (Top 5) - Mejor Traje Nacional (Top 10) - Mejor en Traje de Baño (Top 11) |
| 2016 | Nguyễn Thị Loan       | Thái Bình          | 2.ª finalista de Miss Ethnic Vietnam 2013 | Top 20                               | - Mejor Traje Nacional (Top 10) |
| 2015 | Nguyễn Thị Lệ Quyên   | Bạc Liêu           | 2.ª finalista Miss Ao Dai Vietnam 2014    | No clasificó                         | |
| 2014 | Cao Thùy Linh         | Hồ Chí Minh City   | Designada                                 | No clasificó                         | - Mejor Traje Nacional |
| 2013 | Nguyễn Thị Bích Khanh | Tây Ninh           | Miss Estrella 2012                        | No clasificó                         | |